# Melinoessa stellata
Timana stellata là một loài bướm đêm trong họ Geometridae.